# A. E. S. Stephens
Allie Edward Stokes Stephens (* 4. Juni 1900 in Wicomico Church, Northumberland County, Virginia; † 9. Juni 1973 in Newport News, Virginia) war ein US-amerikanischer Politiker. Zwischen 1952 und 1962 war er Vizegouverneur des Bundesstaates Virginia.

## Werdegang
Allie Stephens besuchte die öffentlichen Schulen seiner Heimat. Im Jahr 1918 absolvierte er die Wicomico Church High School. Nach einem anschließenden Jurastudium am College of William & Mary und seiner 1923 erfolgten Zulassung als Rechtsanwalt begann er im Isle of Wight County in diesem Beruf zu arbeiten. Gleichzeitig schlug er als Mitglied der Demokratischen Partei eine politische Laufbahn ein. Zwischen 1929 und 1941 saß er im Abgeordnetenhaus von Virginia; von 1941 und 1952 gehörte er dem Staatssenat an.
Nach dem Tod von Vizegouverneur Lewis Preston Collins wurde Stephens zu dessen Nachfolger gewählt. Dieses Amt bekleidete er nach zwei Wiederwahlen zwischen 1952 und 1962. Dabei war er Stellvertreter der Gouverneure John S. Battle, Thomas Bahnson Stanley und James Lindsay Almond. Außerdem war er Vorsitzender des Staatssenats. Im Jahr 1961 strebte er erfolglos die Nominierung seiner Partei für das Amt des Gouverneurs an. Bis Ende der 1950er Jahre gehörte Stephens innerhalb seiner Partei der konservativen Byrd Organization an, die sich einer Rassenintegration widersetzte. Am Ende des Jahrzehnts distanzierte er sich von dieser Faktion, was mit zu seiner Niederlage in den Gouverneursvorwahlen beitrug, da die Byrd-Gruppe damals starken Rückhalt in der Partei hatte.
Nach seiner Zeit als Vizegouverneur zog sich Stephens aus der Politik zurück. Er war Mitglied mehrerer Organisationen und Vereinigungen und starb am 9. Juni 1973 in Newport News.